# Seth Olofsson
Seth Erik Olofsson, under en period Flygeus, född 25 december 1956 i Melbourne, Australien, är en svensk saxofonist och kompositör.
Seth Olofsson föddes i Australien av svenska föräldrar och studerade i unga år vid Edison High School i USA. Han är dotterson till Erhard Fliesberg.
Olofsson släppte tillsammans med Anders Wihk skivan  En doft av himmel (1995), egna skivan En vind av frihet (1999) samt tillsammans med Gerd Ebegård och Anne-Jorid Ahgnell Ur ditt hjärtas djup (2000). Han gav sedan ut två skivor med engelska titlar, nämligen Winds of freedom (2003) och The return – to those touched by the tsunami (2005).
Den sistnämnda skivan gavs ut efter att Olofsson tillsammans med Anders Ekstedt fått uppdraget att spela vid en minnesstund i Kungsträdgården, Stockholm, några månader efter tsunamikatastrofen. Ekstedt och Olofsson har spelat tillsammans under ett tiotal år.

## Diskografi i urval
- 1995 – En doft av himmel, Seth Olofsson[5]
- 1999 – En vind av frihet, Seth Olofsson
- 2000 – Ur ditt hjärtas djup, Gerd Pettersson-Ebegård, Anne-Jorid Ahgnell, Seth Olofsson
- 2003 – Winds of freedom, Seth Olofsson
- 2005 – The return – to those touched by the tsunami, Seth Olofsson